# 1936年度の将棋界
1936年度の将棋界（1936ねんどのしょうぎかい）では、1936年（昭和11年）4月から1937年（昭和12年）3月の将棋界に関する出来事について記述する。

## できごと

### 1936年4月
- 升田幸三が四段昇段。三段から特別扱いで中外商業新報（大阪）戦に出場。7連勝を達成した[1]。

### 1936年6月
- 29日 - 神田事件により分裂していた将棋界が全面和解。日本将棋連盟（旧）、日本将棋革新協会、十一日会が解散し、「将棋大成会」が結成される[2][3]。

### 1936年8月
- 5日 - 第1期名人戦の名人決定特別リーグ戦が再開[4]。

### 1936年11月
- 6日 - 小菅剣之助八段の長年の功績を称え、「名誉名人」の称号が贈られた[3][4]。
- 升田幸三四段が中外商業新報（東京）の五段登竜門戦に出場。6戦全勝で優勝した[4]。

### 1936年12月
- 18日 - 中外商業新報（東京）の五段登竜門戦の実績により、升田幸三四段、大和久彪四段、畝美与吉四段の3名が五段昇段[4]。

### 1937年2月
- 5～11日 - 坂田三吉と木村義雄八段の対局「南禅寺の決戦」が行われた。結果は95手で木村義雄八段の勝利[5][6]。

### 1937年3月
- 22～28日 - 坂田三吉と花田長太郎八段の対局「天竜寺の決戦」が行われた。結果は169手で花田長太郎八段の勝利[7][8]。

## 昇段・引退
| 昇段 | 棋士       | 昇段日         | 注     |
| ---- | ---------- | -------------- | ------ |
| 四段 | 升田幸三   | 1936年4月      | [ 1 ]  |
| 四段 | 高島一岐代 | 1936年         | [ 9 ]  |
| 四段 | 小堀清一   | 1936年         | [ 10 ] |
| 四段 | 大和久彪   | 1936年         | [ 11 ] |
| 四段 | 橋爪敏太郎 | 1936年         | [ 12 ] |
| 四段 | 野村慶虎   | 1936年         | [ 12 ] |
| 五段 | 梶一郎     | 1936年         | [ 13 ] |
| 五段 | 加藤治郎   | 1936年         | [ 13 ] |
| 五段 | 升田幸三   | 1936年12月18日 | [ 4 ]  |
| 五段 | 大和久彪   | 1936年12月18日 | [ 4 ]  |
| 五段 | 畝美与吉   | 1936年12月18日 | [ 4 ]  |
| 六段 | 大野源一   | 1936年         | [ 14 ] |
| 七段 | 坂口允彦   | 1936年         | [ 10 ] |
| 八段 | 萩原淳     | 1936年         | [ 13 ] |